# Melanotaenia ogilbyi
Ogilby's rainbowfish (Melanotaenia ogilbyi) là một loài cá thuộc họ Melanotaeniidae. Nó là loài đặc hữu của West Papua in Indonesia.